# 下呂町立中山小学校
下呂町立中山小学校 （げろちょうりつ なかやましょうがっこう）は、かつて岐阜県益田郡下呂町（現・下呂市）に存在した公立小学校。

## 概要
- 校区は門原・保井戸・久野川[注釈 2]であり、旧・益田郡中原村の小学校であった。1969年、中山小学校久野川分校、和佐小学校と統合し、中原小学校の新設により廃校。

## 沿革
- 1873年（明治6年） - 瀬戸村に中山小学校が開校。校区は門原村、瀬戸村、三ツ渕村。保井戸村に保井戸支校を設置。
- 1875年（明治8年） - 久野川村、夏焼村、蛇之尾村、田口村、門和佐村、門原村、保井戸村、火打村、和佐村、瀬戸村、三ツ渕村、福来村、中津原村、大船渡村、中切村、下原町村、渡村が合併し、下原村となる。
- 1883年（明治16年）6月1日 - 下原村が分割され、門原・保井戸・火打・和佐・瀬戸・三ツ渕で中原村が発足。
- 1898年（明治31年） - 中原村大字保井戸に新築移転。中山尋常小学校に改称する。保井戸支校を廃止。
- 1912年（明治31年） - 中山尋常高等小学校に改称する。
- 1927年（昭和2年） - 中山尋常高等小学校校区の瀬戸、三ツ渕を和佐尋常高等小学校校区に変更する。
- 1941年（昭和16年）4月1日 - 中山国民学校に改称する。
- 1947年（昭和22年）4月1日 - 中原村立中山小学校に改称する。
- 1955年（昭和30年）4月1日 - 下呂町、竹原村、上原村、中原村が合併し、下呂町が発足。同時に下呂町立中山小学校に改称する。
- 1959年（昭和34年） - 久野川地区[注釈 3]が小学校を選択できる自由学区となり、久野川地区の児童は中山小学校または和川小学校久野川分校への通学となる。
- 1959年（昭和34年）4月 - 校区が変更され、和川小学校久野川分校が中山小学校に移管される。
- 1969年（昭和44年）3月 - 統合により廃校。